# L'Île oubliée
Pour les articles homonymes, voir Lord of the Flies.
Pour plus de détails, voir Fiche technique et Distribution.
L'Île oubliée (Lord of the Flies) est un film dramatique américain réalisé et monté par Harry Hook, sorti en 1990.
Il s'agit de la seconde adaptation du célèbre roman Sa Majesté des mouches de William Golding, déjà adapté en film sous le même titre écrit et réalisé par Peter Brook (1963).

## Synopsis
De jeunes garçons d'une école militaire ayant survécu au crash d'un avion trouvent refuge sur une île déserte, avec le commandant de l'avion qui est gravement blessé. Sans famille et sans repères, ils tentent de se serrer les coudes pour survivre, en créant un monde démocratique avec Ralph, le plus âgé du groupe, comme chef, secondé par Porcinet, le souffre-douleur de la bande. Mais ce monde idyllique tourne au cauchemar quand Jack, le plus rebelle, décide de faire bande à part et de créer un clan rival à celui de Ralph, qui se soldera par une bataille terrible, avec un sort tragique pour certains.

## Fiche technique
- Titre original : Lord of the Flies
- Titre français : L'Île oubliée
- Réalisation : Harry Hook
- Scénario : Sara Shiff, d'après le roman Sa Majesté des mouches (Lord of the Flies) de William Golding
- Direction artistique : Jennifer Binns
- Décors : Jamie Leonard
- Costumes : Doreen Watkinson
- Photographie : Martin Fuhrer
- Montage : Harry Hook et Tom Priestley
- Musique : Philippe Sarde
- Production : Lewis M. Allen
- Société de production : Castle Rock Entertainment
- Sociétés de distribution : Columbia Pictures (original), Metro-Goldwyn-Mayer (actuel)
- Pays de production : États-Unis
- Langue originale : anglais
- Format : couleur - 1.85 : 1 - Dolby - 35 mm
- Genre : Drame psychologique, dystopie
- Durée : 90 minutes
- Date de sortie :
  - États-Unis : 16 mars 1990

## Distribution
- Balthazar Getty : Ralph
- Chris Furrh : Jack Merridew
- Danuel Pipoly : Porcinet
- Badgett Dale : Simon
- Andrew Taft : Sam, premier jumeau
- Edward Taft : Eric, second jumeau
- Gary Rule : Roger
- Terry Wells : Andy
- Braden MacDonald : Larry
- Angus Burgin : Greg
- Martin Zentz : Sheraton
- Brian Jacobs : Peter
- Vincent Amabile : Patterson
- David Weinstein : Mikey
- Chuck Bell : Steve
- Bob Peck : un officier de marine

## Nominations
- Young Artist Awards 1991
  - Meilleure prestation dans un film - Premier rôle masculin pour Balthazar Getty
  - Meilleure prestation dans un film - Second rôle masculin pour Danuel Pipoly
  - Meilleur groupe dans un film

## Production
Les scènes du film ont été tournées à Port Antonio de la paroisse de Portland au nord-est de la Jamaïque ainsi que, selon Internet Movie Database, sur les côtes de Hāmākua sur l'île d'Hawaï, à Hāna sur l'île de Maui et à Kauai dans l'archipel d'Hawaï.

## Autour du film
(mai 2021).
- Si vous ne connaissez pas le sujet, laissez ce bandeau (vous pouvez alors contacter les auteurs).
- Si vous supprimez le contenu mis en cause (vous pouvez préalablement contacter les auteurs),

argumentez précisément cette suppression dans la page de discussion
(un manque de référence n'est pas un argument ; une recherche réelle de référence doit avoir été effectuée, être formellement documentée).
L'innovation principale qu'apporte cette nouvelle adaptation est la couleur. La proximité psychologique avec les personnages est moins fouillée et le naturel des acteurs et des situations est moins présent. Le film n'eut qu'un succès modéré.
Cependant, la mise en scène donne plus d'importance au militarisme que le livre de William Golding ou le film de Peter Brook. Cet aspect se retrouve dans les chants militaires des enfants (notamment dans le clan des chasseurs), la musique d'accompagnement, souvent à base de percussions rappelant les tambours de l'armée ou dans des éléments comme le rêve de Simon et l'hélicoptère bombardant l'île, l'emploi de grades militaires ("Colonel" pour nommer Ralph par exemple, ou "Sir"), la présence d'un adulte, officier de marine, etc. Cet accent est mis sur le militarisme afin de montrer que les enfants, instinctivement, recréent la société qu'ils viennent de quitter et qu'ils retrouvent à la fin du film. Comme le dit Porcinet et l'affiche du film : « On a tout fait comme des adultes… Pourquoi ça n'a pas marché ? » (« we did everything just the way grown-ups would have… What went wrong? »).
On retrouve dans le film une évocation du mythe de la caverne de Platon qui explique la naissance des croyances religieuses à travers un mythe, et dénonce la naissance de ce qui est la superstition, qui débouche sur des excès de pouvoirs  : dans le film, le commandant de l'avion rescapé, grièvement blessé, trouve refuge dans une caverne, s'échappant d'enfants violents. Les enfants, ignorants qu'il se cachait dans cette caverne, croient qu'un monstre sacré y vit. Une offrande est même effectuée à travers le don d'une tête de cochon sauvage, empalée devant l'entrée de la grotte. Quand un enfant découvre le commandant, mort, au fond de la caverne, il est tué du fait de l'ignorance de ses autres camarades, qui refusent d'entendre ce qu'il a à dire. Le film évoque la division des hommes à travers l'histoire : d'un groupe soudé, le groupe se divise un jour, avec ses différences, pour créer un pays, ou une ethnie, ce qui débouche à un conflit inévitable avec l'autre groupe . Aussi, le film montre une culture de mépris de l'homme faible, et dénonce l'emprise totalitaire.